# Królowie nocy (film 1987)
Królowie nocy (tytuł oryg. Watch the Shadows Dance, tytuł alternatywny Nightmaster) – australijski thriller  z 1987 roku.

## Fabuła
Grupa młodych ludzi organizuje turniej karate. Jeden z uczestników turnieju odkrywa, że ich trener jest narkomanem, który zabił swojego dilera, a ten próbuje się pozbyć świadków morderstwa.

## Odbiór
Film był nominowany do nagrody AFI w kategorii Najlepsza reżyseria filmu telewizyjnego.

## Twórcy
Film wyreżyserował Mark Joffe, scenariusz napisał Michael McGennan, a muzykę skomponował David Skinner.

## Obsada
- Nicole Kidman jako Amy Gabriel
- Tom Jennings jako Robbie
- Paul Gleeson jako Peter Hastings
- Craig Pearce jako Guy Duncan
- Vince Martin jako Steve Beck
- Richard Jones jako Gary Garter
- Terry Brady jako porucznik Trout
- Christopher Truswell jako "Fingers" Hough
- James Lugton jako Tote "Ali" Bent
- Mark Hennessy jako Aloysius Askew
- Laurence Clifford jako Brian Simmons
- Alexander Broun jako Henry
- Jeremy Shadlow jako Simon
- Doug Parkinson jako Pete "Pearly" Gates
- Joanne Samuel jako Sonia Spane
- Teresa Jennings jako pani Manson